# Йохан I фон Хунолщайн
Йохан I фон Хунолщайн (на немски: Johann I von Hunolstein; † между 2 май и 26 май 1396) е фогт на замък Хунолщайн в Морбах в Хунсрюк (Рейнланд-Пфалц), господар на Цюш/Цуш.
Той е син на Хугелин фон Хунолщайн († 1355) и съпругата му Ида фом Щайн-Каленфелс († ок. 1377), дъщеря на Улрих фом Щайн, господар на Каленфелс († 1344) и Ирмгард фон Хайнценберг († 1363).
Внук е на фогт Боемунд фон Хунолщайн, господар на Цюш/Цуш († 1334) и Катарина фон Зирсберг († 1311). Правнук е на фогт Хуго фон Хунолщайн. Потомък е на Хуго де Хунолщайн, фогт на графовете на Залм.
Старата династична линия на наследствените „фогтове фон Хунолщайн“ измира през 1488 г. и тяхната собственост е взета от архиепископите на Трир.

## Фамилия
Йохан I фон Хунолщайн се жени за Елизабет Кемерер фон Вормс († 15 декември 1388), дъщеря на Йохан Кемерер фон Вормс († 1363) и Елизабет фон Роденщайн. Те имат пет деца:
- Якоб фон Хунолщайн
- Йохан II фон Хунолщайн († сл. 15 февруари 1459), женен пр. 25 юли 1421 г. за Шонета фон Гайшпитхайм, наследничка на Меркхайм († 1477)
- Анна/Агнес фон Хунолщайн († сл. 12 януари 1426), омъжена пр. 12 януари 1426 г. за Йохан (Хеене) фон Зьотерн, бургман на Оденбах († сл. 13 декември 1422/ или 1469)
- Елза фон Хунолщайн († сл. 1454), омъжена за Йохан VII фон Левенщайн († 23 юли 1439)
- Фридрих фон Хунолщайн